# Symmachia triangularis
Symmachia triangularis is een vlindersoort uit de familie van de prachtvlinders (Riodinidae), onderfamilie Riodininae.
Symmachia triangularis werd in 1907 beschreven door Thieme.